# Le Soldat (film, 1982)
Pour les articles homonymes, voir Le Soldat et Soldier.
 (janvier 2018).
Si vous disposez d'ouvrages ou d'articles de référence ou si vous connaissez des sites web de qualité traitant du thème abordé ici, merci de compléter l'article en donnant les références utiles à sa vérifiabilité et en les liant à la section « Notes et références ».
Le Soldat (The Soldier) est un film américain d'espionnage réalisé par James Glickenhaus, sorti en 1982.

## Fiche technique
- Réalisation : James Glickenhaus
- Musique : Tangerine Dream
- Dates de sortie :
  - France : 19 mai 1982 (Festival de Cannes) ; 7 juillet 1982 (sortie nationale)
  - Allemagne de l'Ouest : 15 juillet 1982
  - États-Unis : 27 aout 1982

## Distribution
- Ken Wahl (VF : Daniel Beretta) : le soldat
- Alberta Watson (VF : Évelyn Séléna) : Susan Goodman
- Jeremiah Sullivan (VF : Bernard Tiphaine) : Ivan
- William Prince (VF : Jean Berger) : le président des États-Unis
- Joaquim de Almeida (VF : Michel Barbey) : "Unus", un des hommes de la Soldier's Force
- Peter Hooten (VF : Joël Martineau) : "Duo", un des hommes de la Soldier's Force
- Steve James (VF : Med Hondo) : "Tribus", un des hommes de la Soldier's Force
- Alexander Spencer (VF : Patrick Poivey) : "Quartus", un des hommes de la Soldier's Force
- Klaus Kinski : Dracha, l'agent russe
- William De Nino (VF : Jacques Deschamps) : le premier cow-boy qui cherche la bagarre
- Ron Harper (VF : Jean-Claude Michel) : le représentant de la CIA
- Martin Höner (VF : Sady Rebbot) : Michael
- Reuben Singer (VF : Sady Rebbot) : le Premier ministre israélien
- David Lipman (VF : Roger Lumont) : le secrétaire à la défense israélien